# André Lacombe
Pour les articles homonymes, voir Lacombe.
 (décembre 2022).
André Lacombe, né André Emmanuel Lacombe le 30 novembre 1923 à Lyon 4e (Rhône), et mort le 27 mai 2000 à Paris 7e, est un acteur français de théâtre, il fait également une belle carrière dans les feuilletons télévisés et téléfilms.

## Filmographie

### Cinéma
- 1970 : La Faute de l'abbé Mouret de Georges Franju - Archangias
- 1973 : L'Histoire très bonne et très joyeuse de Colinot trousse-chemise de Nina Companéez - Un paysan
- 1973 : Charlie et ses deux nénettes de Joël Séria : Le placier
- 1975 : Les Galettes de Pont-Aven de Joël Séria - Le peintre
- 1977 : Cet obscur objet du désir de Luis Buñuel - Le portier
- 1977 : Le Diable dans la boite de Pierre Lary
- 1977 : La Nuit de Saint-Germain-des-Prés de Bob Swaim - Jacquot
- 1977 : Préparez vos mouchoirs de Bertrand Blier - Le délégué syndical
- 1979 : Rien ne va plus de Jean-Michel Ribes - Un paysan
- 1980 : Fernand de René Féret - Raoul
- 1981 : Ils appellent ça un accident de Nathalie Delon - Le poivrot
- 1981 : Une rébellion à Romans de Philippe Venault
- 1983 : L'Homme de la nuit de Juan Luis Buñuel  - Le paysan
- 1985 : L'Intruse de Bruno Gantillon - Le gendarme
- 1986 : Le Grand Chemin de Jean-Loup Hubert - Hippolyte
- 1987 : Les Deux Crocodiles de Joël Séria - Le barman
- 1988 : Mon ami le traître de José Giovanni - Le vieil homme
- 1988 : L'Ours de Jean-Jacques Annaud - Le chasseur Avec les chiens
- 1989 : Marat de Maroun Bagdadi : L'imprimeur
- 1989 : Docteur Petiot de Christian de Chalonge - L'inspecteur
- 1989 : Deux-pièces cuisine de Philippe Harel - moyen métrage -
- 1990 : La Dernière Saison de Pierre Beccu - Claude
- 1990 : L'Affaire Wallraff - The man inside de Bobby Roth - Fritz Hegenberg
- 1991 : Les Années campagne de Philippe Leriche - Triple dose
- 1991 : Les Derniers Morts de Yves Buclet - court métrage -
- 1996 : Forever Mozart de Yves Buclet - court métrage -

### Télévision

#### Téléfilms
- 1975 : Deux mois d'un été de Edmond Tiborovsky - Baptiste
- 1978 : Le sacrifice de Alexandre Tarta - Mac Bean
- 1978 : Pourquoi tuer le pépé de Edmond Tiborovsky - Albert Taponnat
- 1979 : Charles Clément, canut de Lyon de Roger Kahane - Un canut
- 1980 : Le coq de bruyère de Gabriel Axel - Julien
- 1981 : Fini de rire, fillette de Edmond Tiborovsky - Auguste
- 1981 : Rioda de Sylvain Joubert - M. Brocvieil
- 1983 : Les beaux quartiers de Jean Kerchbron
- 1984 : Le roi de la Chine de Fabrice Cazeneuve
- 1988 : La louve, de José Giovanni - Le père du Gitan
- 1989 : Les Jupons de la Révolution : Marat de Maroun Bagdadi - L'imprimeur
- 1993 : Un pull par-dessus l'autre de Caroline Huppert - Le vieux
- 1994 : L'île aux mômes de Caroline Huppert - Un voyageur
- 2000 : La pierre à marier de Chantal Picault - Gustave

#### Séries télévisées
- 1967 : Malican père et fils, épisode "La rançon" de Dominique Genee - L'ouvrier
- 1971 : Les dossiers du professeur Morgan, épisode "C.N.K." de Guy Jorré - L'inspecteur
- 1973 : Les Nouvelles Aventures de Vidocq, épisode "Vidocq et l'archange" de Marcel Bluwal
- 1976 : Grand-père viking de Claude-Jean Bonnardot - Le Mexicain
- 1977 : Cinéma 16, épisode "L'oeil de l'autre" de Bernard Queysanne - Le client impatient, l'employé de l'ANPE, le passant
- 1978 : Madame le juge, épisode "Le Dossier Françoise Muller" d’Édouard Molinaro : Dagorne
- 1978 : Les procès témoins de leur temps, épisode "Le pain et le vin" de Philippe Lefebvre - Bonnin
- 1978 : Le temps d'une république, épisode "Le bord de mer" de Michel Wyn - Le camarade Morel
- 1978-1980 : Médecins de nuit - Émile, le cafetier
  - 1978 : Épisode "Michel" de Philippe Lefebvre
  - 1978 : Épisode "Anne" de Philippe Lefebvre
  - 1978 : Épisode "Alpha" de Nicolas Ribowski
  - 1978 : Épisode "Jean-François" de Philippe Lefebvre
  - 1978 : Épisode "Hélène" de Peter Kassovitz
  - 1978 : Épisode "Christophe" de Philippe Lefebvre
  - 1980 : Épisode "Léone" de Bruno Gantillon
- 1980 : Les Enquêtes du commissaire Maigret, épisode "L'Affaire Saint-Fiacre" de Jean-Paul Sassy - Gauthier
- 1981 : Salut champion, épisode "La perle du Brésil" de Pierre Lary - Le supporter
- 1981 : Les Amours des années grises, épisode "Trois sans toit" de Gérard Thomas - Le concierge
- 1981 : Mon meilleur Noël, épisode "L'oiseau bleu" de Gabriel Axel - Le Tilleul
- 1981 : Silas de Sigi Rothemund - Emanuel
- 1982 : Deuil en vingt-quatre heures de Frank Cassenti
- 1983 : L'Homme de la nuit, épisode 1 de Juan Luis Buñuel - Le paysan
- 1984 : Les amours des années cinquante, épisode "Ton pays sera le mien" de Stéphane Bertin
- 1985 : Les colonnes du ciel, épisode "La lumière du lac" de Gabriel Axel - M. Jotterand
- 1985 : Cinéma 16, épisode "Les idées fausses" d'Eric Le Hung
- 1986 : L'ami Maupassant, épisode "Hautot père et fils" de Jacques Tréfouel - Joseph
- 1986 : L'heure Simenon, épisode "Le Rapport du gendarme" de Claude Goretta - Evariste Roy
- 1988 : Les Enquêtes du commissaire Maigret, épisode "L'Homme de la rue" de Jean Kerchbron - Le mari de la gardienne
- 1989 : Les Enquêtes du commissaire Maigret, épisode "Tempête sur la Manche" d'Édouard Logereau - L'homme
- 1991 : Cinéma 16, épisode "Le jeu du roi" de Marc Evans - Cornélius
- 1992 : Tribunal, épisode "Interdit de chez-soi" de Christophe Salachas - Bourdeloup
- 1993 : Nestor Burma, épisode "Des kilomètres de linceuls" de Joël Séria
- 1995 : Seconde B, épisode "L'amour toujours" de Christophe Gregeois - Gilbert
- 1996 : François Kléber, épisode "La mémoire vive" de Olivier Marchal - M. Milan père

## Théâtre
- 1954 : La Condition humaine d'André Malraux, mise en scène Marcelle Tassencourt, Théâtre Hébertot
- 1963 : Rosmersholm de Henrik Ibsen, mise en scène Pierre Arnaudeau, Théâtre du Tertre
- 1967 : Les Bains de Vladimir Maïakovski, mise en scène Antoine Vitez, Maison de la Culture de Caen
- 1968 : La Naissance d'Armand Gatti, mise en scène Roland Monod
- 1972 : Les Possédés d'Albert Camus d'après Fiodor Dostoïevski, mise en scène Jean Mercure, Théâtre de la Ville
- 1972 : Mesure pour mesure de William Shakespeare, mise en scène Jaromir Knittl, Festival du Marais
- 1976 : Chicago Crime & Crash de Walter Weideli, mise en scène Alain Françon et Jean-Pierre Dougnac, Théâtre de l'Est parisien
- 1983 : La Lettre au père de Franz Kafka, mise en scène Jean-Gabriel Nordmann, Festival du Jeune Théâtre d'Alès